# 三菱ふそう・エアロミディME
エアロミディMEは、かつて三菱ふそうトラック・バスが製造・販売していた小型ノンステップバス。エアロミディシリーズの最小モデルである。三菱自動車工業から2002年に、日本国内では初となる全幅2mクラスの小型ノンステップバスとして誕生した。全長7m・全幅2mの小型クラスの本格ノンステップバスで、最小回転半径5.7mと小回りが効きやすい。
床面地上高を375mmとし、全幅2mクラスでは適用除外されていた交通バリアフリー法の条件をクリアした。乗降口のステップ高は前扉295mm・中扉335mmで設定されており、さらにオプションの4輪ニーリング機能により車高を50mm上下可能なため、高齢者などもスムーズに乗降することができる。
バリアフリー設備として折畳式座席により車椅子乗車スペースを確保し、スロープ板（着脱式・床下収納）を装備している。国土交通省のノンステップバス標準仕様にも準拠している。
コミュニティバス用として開発された車両であるが、狭隘路線や閑散路線など一般路線バスへの導入例、また送迎バスとしての使用例もある。
CNG車はメーカー純正ではなく、エアロミディMJや日野・リエッセなどと同様、フラットフィールドおよび株式会社協同による改造車である。

## KK-ME17DF
2002年4月23日より発売を開始した。
エンジンはローザと同じ直列4気筒の4M50型（ターボ付き、132kW/180PS）を搭載。
トランスミッションは5速直結のマニュアルのみで、エンジン横置きの「T-Drive」を採用している。東京地区での価格は前乗り単区間仕様が1291万円、中乗り多区間仕様が1340万円。
2003年1月6日に三菱自動車工業から三菱ふそうトラック・バスが分社化（同時に三菱ふそうバス製造がふそう傘下へ移管）したため、製造販売元が変更される。

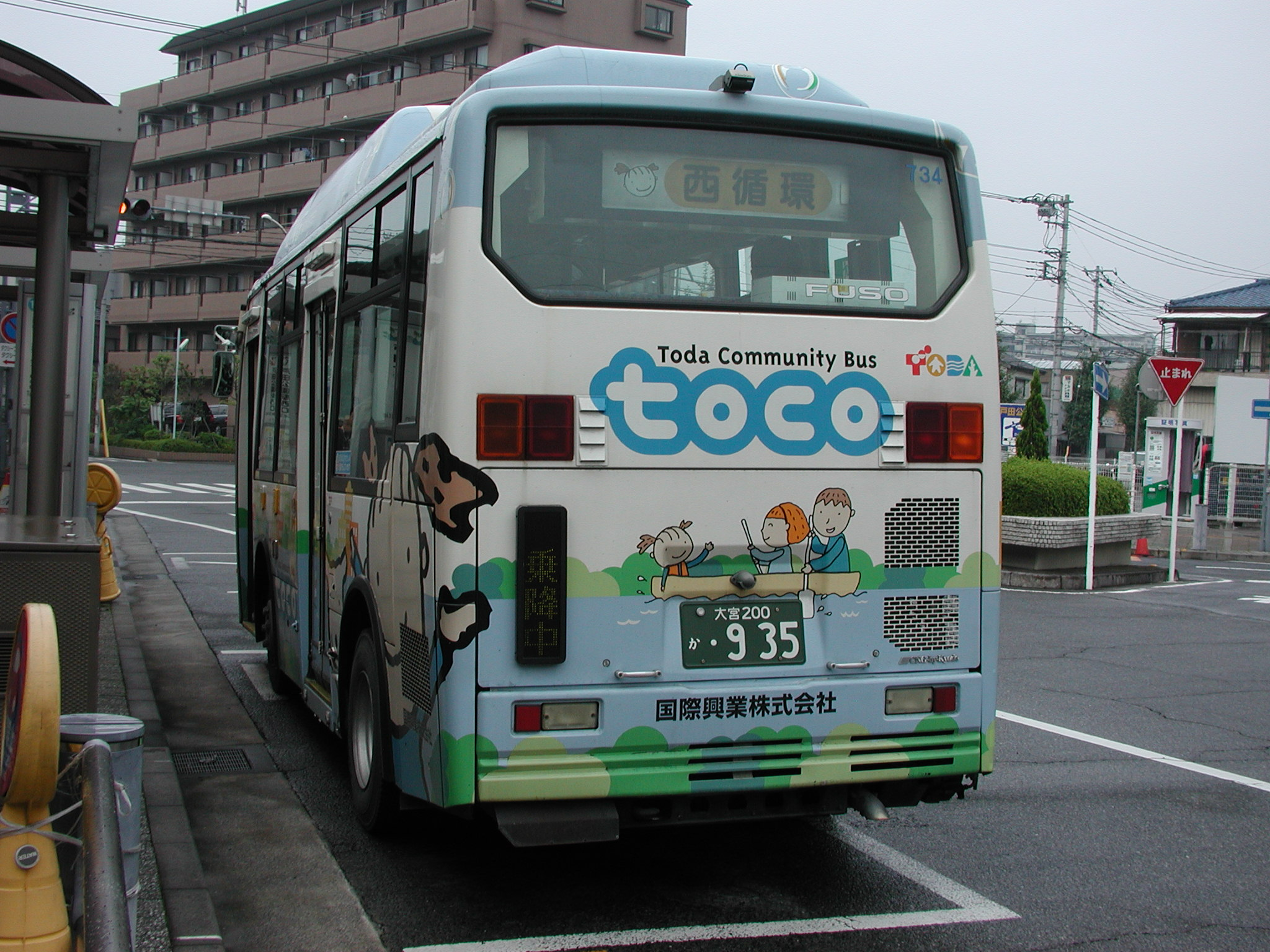
KK-代のテール部（国際興業：toco西循環）
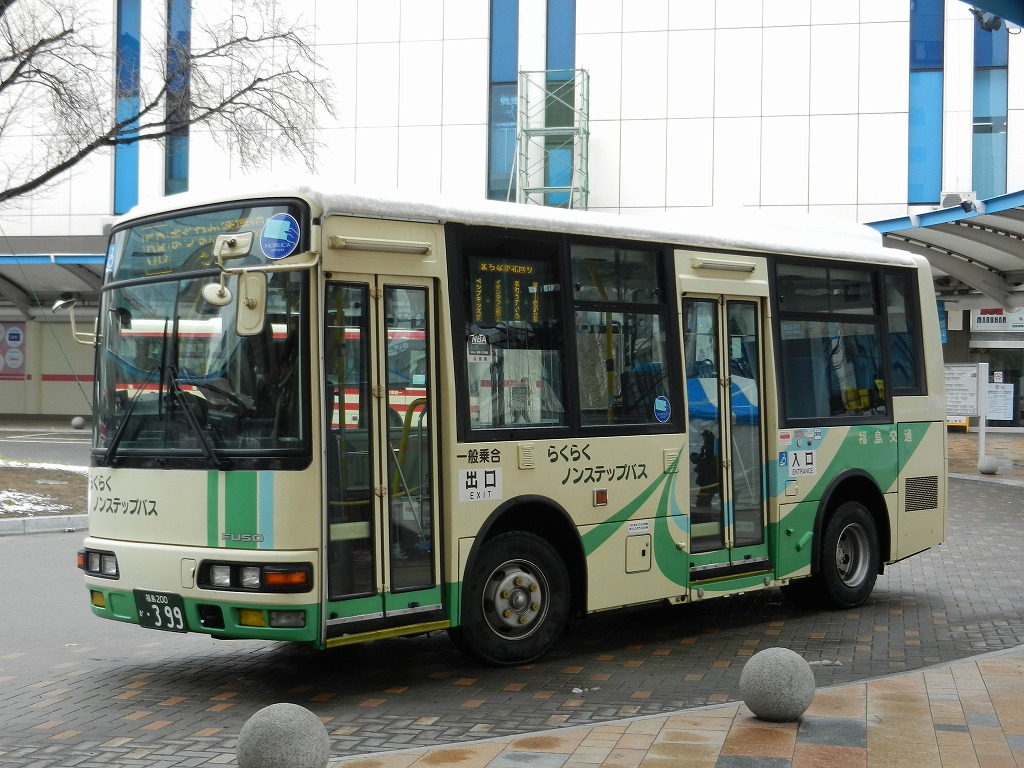
KK-ME17DF 一般路線への導入例 （福島交通）
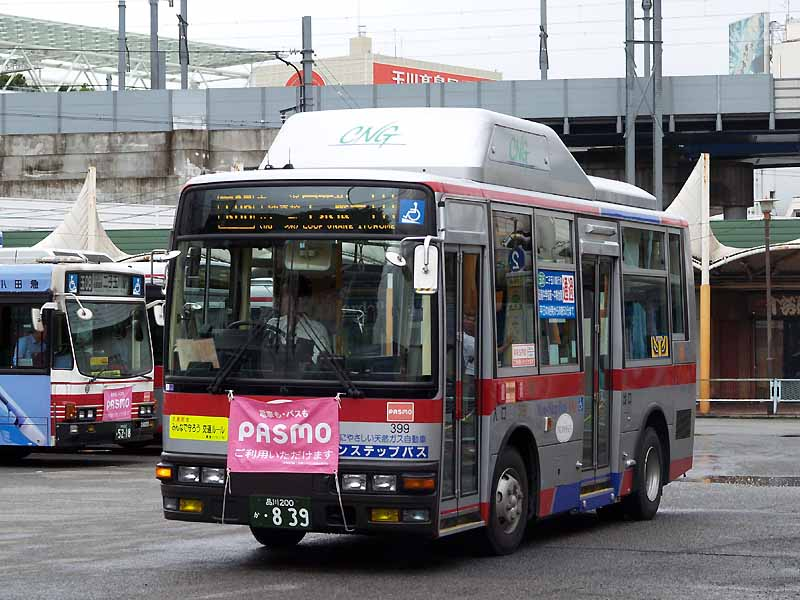
KK-ME17DF改 東急バス 二子玉川駅 - 宇奈根循環線：CNGエンジン車（フラットフィールド改造）

## PA-ME17DF
2004年に平成15年排出ガス規制に適合。エンジンはKK-代と同じく4M50型で、主な変更点は排ガス規制への適合とテールランプの位置変更などである。自動車排出ガス規制の関係で2007年8月をもって製造終了となった。

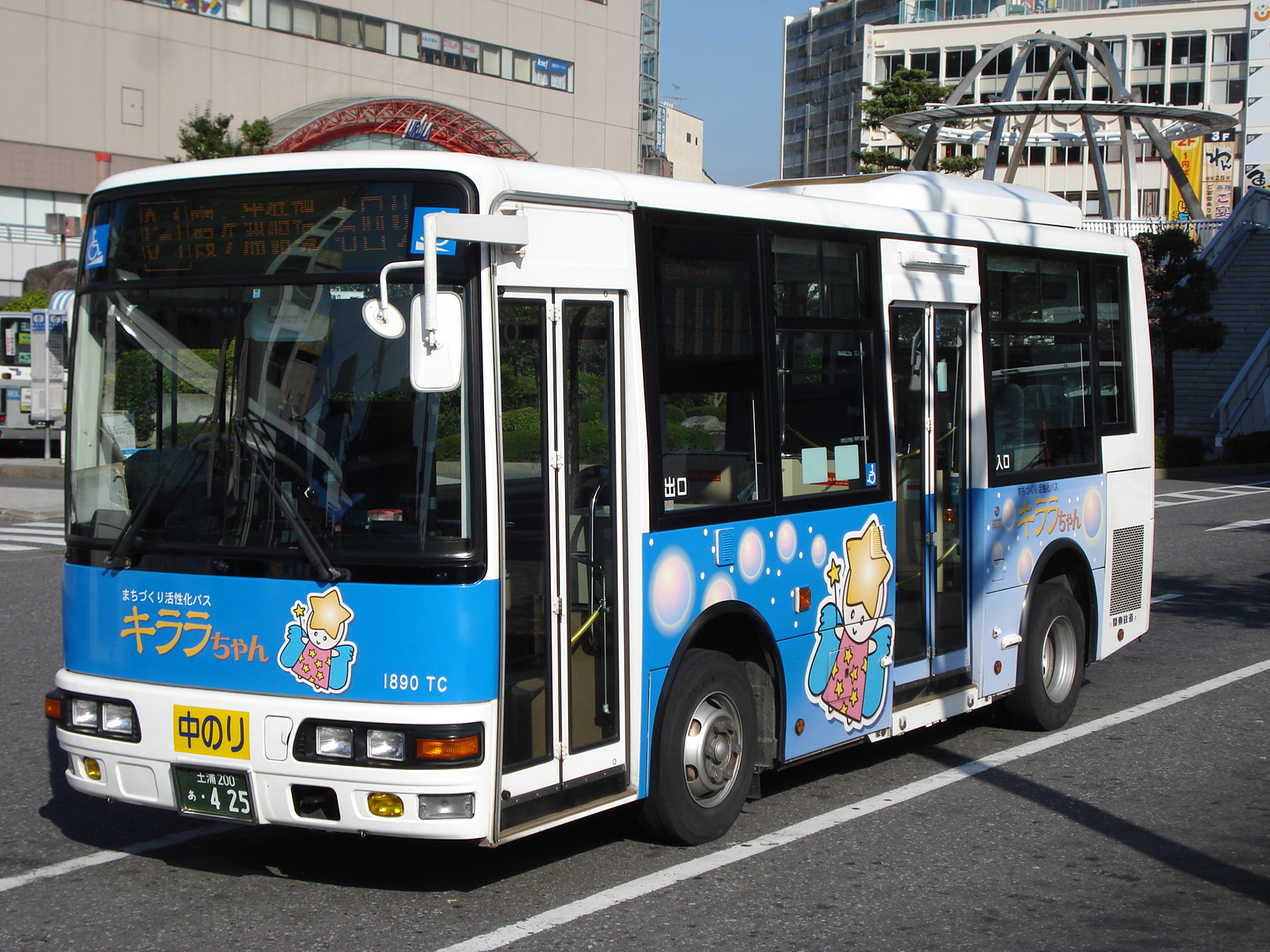
PA-ME17DF 関東鉄道（まちづくり活性化バス「キララちゃん」）
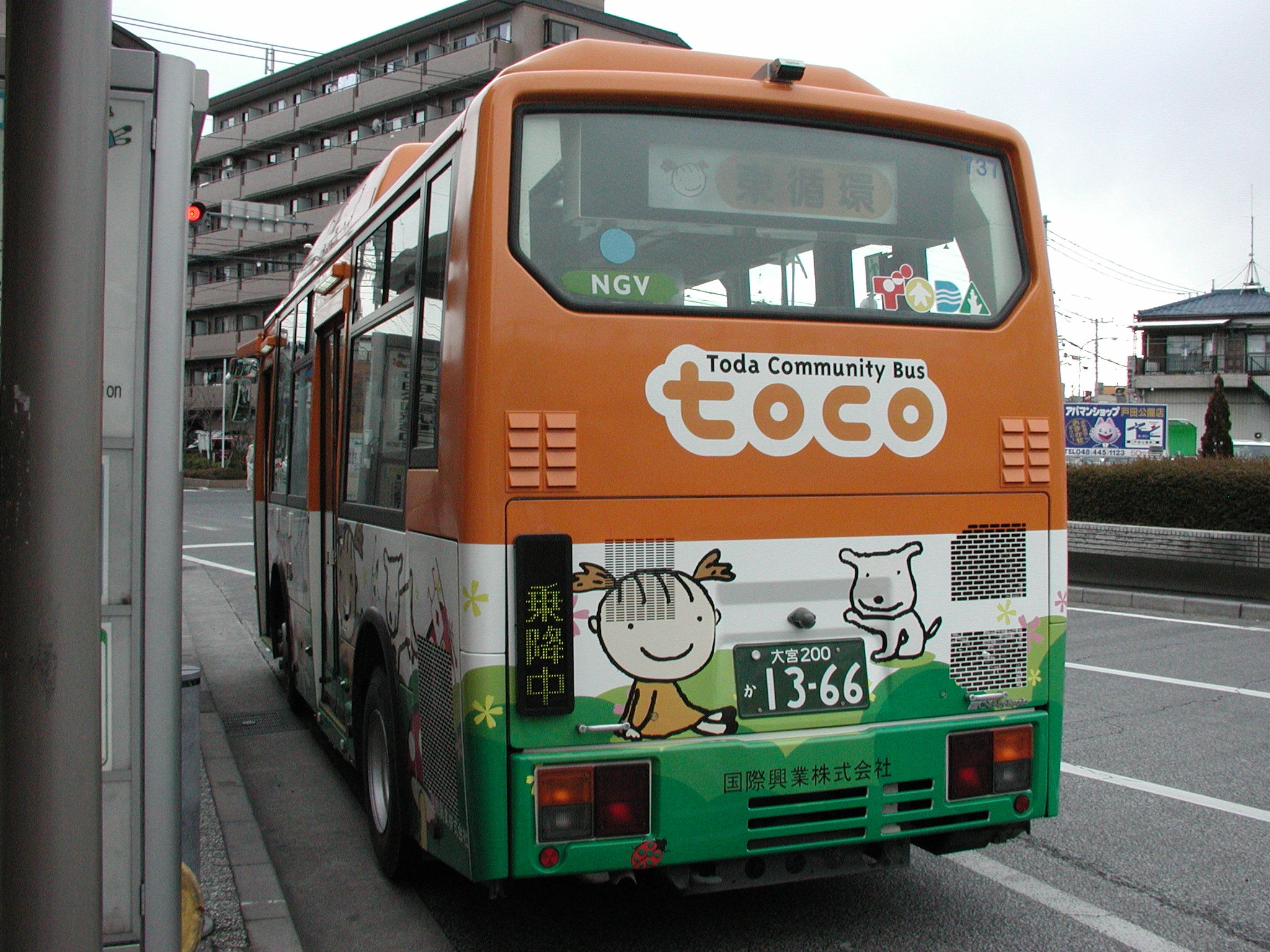
PA-代のテール部（国際興業：toco東循環） テールライトがバンバー寄りに下がっているところが特徴
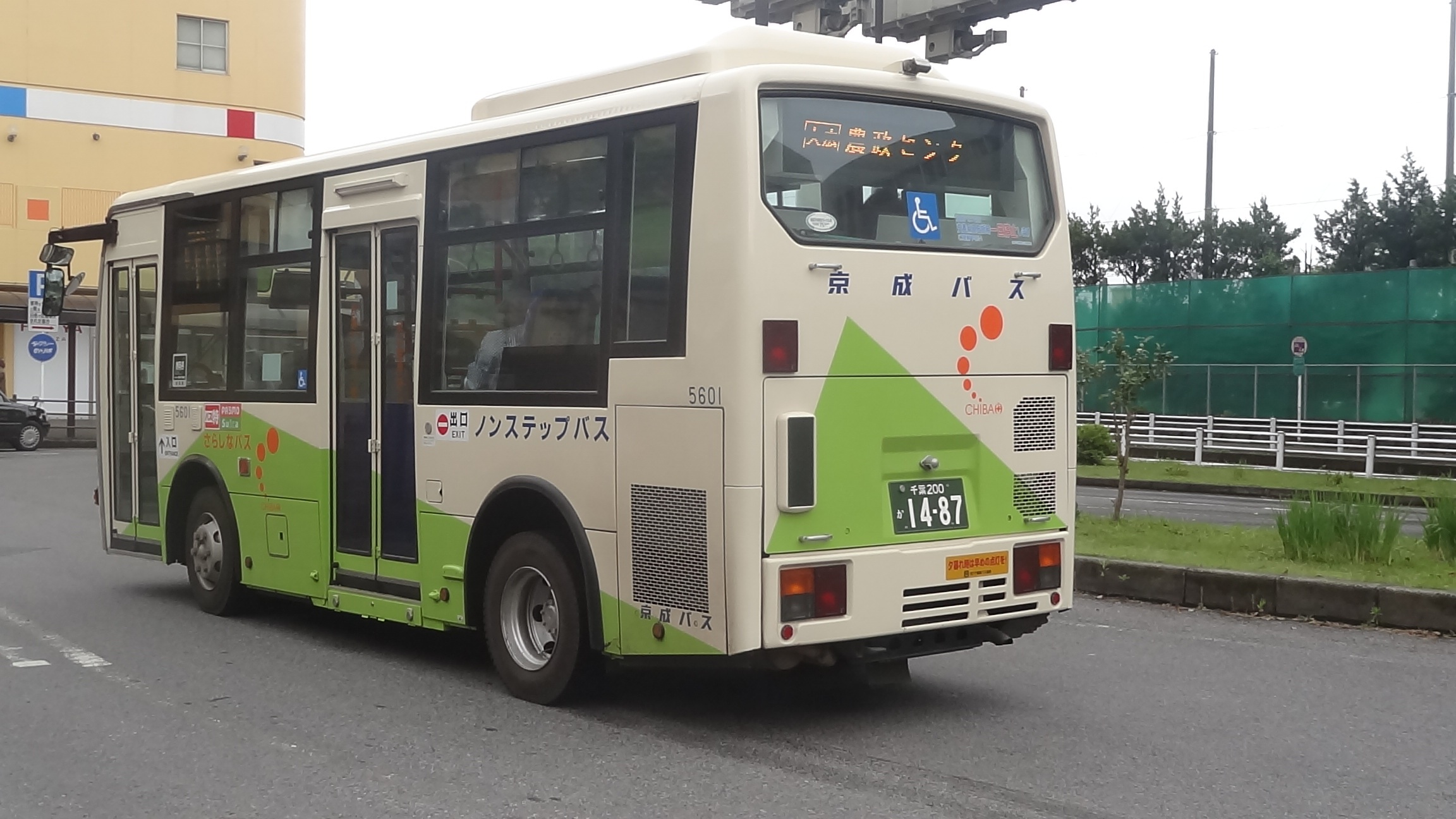
PA-ME17DF 京成バス（千葉市コミュニティ『さらしなバス』)リヤ部(オプション上部ブレーキランプ装着)
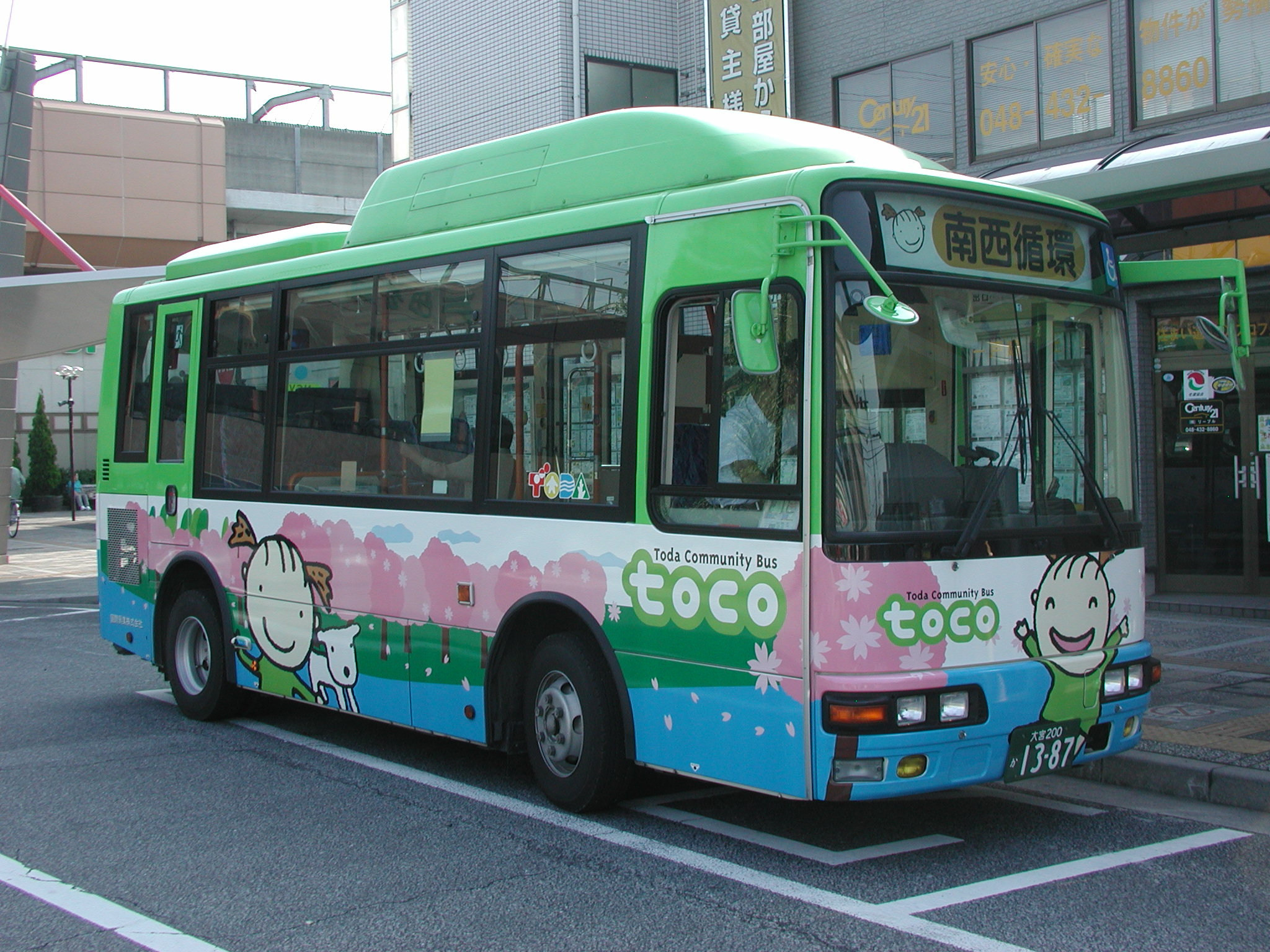
PA-ME17DF改 国際興業（戸田市コミュニティバス『toco』南西循環）：CNGエンジン車（協同改造）

## 競合車種
- いすゞ・エルガミオ（7m車）- 2001年生産終了
- 日野・レインボーHR（7m車）- 2004年生産終了
- 日野・リエッセ（いすゞ・ジャーニーJ） - 2011年生産終了
- 日野・ポンチョ - リエッセの後継。現行車種